# Indicator
Indicator és un gènere d'ocells de la família dels indicatòrids (Indicatoridae).

## Taxonomia
Segons la Classificació del Congrés Ornitològic Internacional (versió 14.2, 2024) aquest gènere està format per 10 espècies:
- indicador de la mel de Malàisia (Indicator archipelagicus).
- indicador de la mel bigotut (Indicator exilis).
- indicador de la mel gros (Indicator indicator).
- indicador de la mel pigallat (Indicator maculatus).
- indicador de la mel pàl·lid (Indicator meliphilus).
- indicador de la mel petit (Indicator minor).
- indicador de la mel nan (Indicator pumilio).
- indicador de la mel gorjaestriat (Indicator variegatus).
- indicador de la mel de Willcocks (Indicator willcocksi).
- indicador de la mel de carpó groc (Indicator xanthonotus).

En un principi, es considerava una onzena espècie, l'Indicator conirostris, de fet en l'actualitat ITIS i el Hanbook of the Birds of the World encara ho consideren així. Tanmateix, la majoria d'autoritat taxonòmiques consideren que és una subespècie d'I. minor. Les dues espècies tenen cants idèntiques, plomatge pràcticament idèntic i la presumpta separació ecològica estaqüestionada (del Hoyo & Collar 2014; HBW/BirdLife).